# Formaggi di latte di capra dell'isola di Capraia
I formaggi di latte di capra dell'isola di Capraia sono una famiglia di tre prodotti a base di latte di capra prodotti in Toscana, sull'isola di Capraia, che sono collettivamente tutelati come prodotti agroalimentari tradizionali. Nonostante il nome, solo due (il caprino fresco e la caciotta stagionata) sono effettivamente formaggi, mentre il terzo è un dolce a base di latte di capra e amido di frumento.

## Descrizione

### Caprino
Il caprino è un formaggio freschissimo. Viene prodotto in piccole forme circolari del peso di circa 70 grammi. È senza crosta, spalmabile, di sapore lievemente acidulo, e può essere aromatizzato con aglio e rosmarino, timo, erba cipollina o peperoncino.

### Caciotta
La caciotta è un formaggio fresco, stagionato per 30 giorni; ha una crosta sottile di colore giallo, ed ha pasta dura e compatta. È un formaggio da tavola, e viene spesso servito con olio extravergine di oliva e pepe.

### Crema di latte
È un dessert composto da latte di capra cui a freddo vengono aggiunti zucchero e amido di frumento. Il composto viene poi fatto bollire fino ad addensarsi, venendo poi fatto raffreddare in appositi stampi.